# Tóth István (színművész)
Tóth István (Kolozsvár, 1792 vagy 1798 körül – Pest, 1867. május 3.) színész. 

## Életútja
1812-ben súgó volt Debrecenben, majd 1820-tól 1824-ig Székesfehérváron játszott. Az 1825-ös pozsonyi országgyűlési előadásokon is szerepelt, 1829-től 1833-ig pedig a Dunántúli Színjátszó Társaságnál működött. 1833 és 1835 között Budán lépett fel a Várszínházban, ezt követően 1838-ig Kassán láthatta a közönség, de szerepelt még Nagyváradon, Debrecenben, Szegeden, Kolozsvárott. Társigazgató volt 1846–47-ben Kolozsvárott, majd 1848-ban Szatmáron. 1858-ban Csabay Pál győr-soproni társulatában játszott, 1860-tól a Nemzeti Színház tagjainak a támogatását élvezte. Élete végén szegényházban élt, ahová csak azért engedték be, mert ott gondosabb felügyeletben és ápolásban részesült, de ott is segélyezték és temetése költségeit is ők viselték. Eleinte hősöket formált meg, később idősebb karakter- és apaszerepeket játszott. Felesége Gabrieli Borbála, később Magyarosy Anna volt.

## Fontosabb szerepei
- Gróf Benyovszky (Kotzebue)
- Szapáry Péter (Birch–Pfeiffer)
- István király (Girzik–Katona J.)
- Király (Shakespeare–Schröder: Hamlet)
- Petur bán (Katona József: Bánk bán)
- Baltafy (Kisfaludy Károly: A kérők)
- Angelo (Hugo)
- Quasimodo (Hugo–Birch–Pfeiffer: Notre-Dame toronyőre)